# Weskan
Weskan è un'area non incorporata e una census-designated place situata nella contea di Wallace nel Kansas (Stati Uniti d'America) lungo la U.S. Route 40, 18,5 km a sud-ovest di Sharon Springs.
Weskan ha un ufficio postale con il codice ZIP 67762 avviato nell'agosto del 1887.